# Chesny
Chesny é uma comuna francesa na região administrativa de Grande Leste, no departamento de Mosela. Estende-se por uma área de 4,34 km². Em 2010 a comuna tinha 596 habitantes (densidade: 137,3 hab./km²).